# Анджи Сепеда
Анджи Сепеда (на испански: Angie Cepeda) е артистичен псевдоним на колумбийската филмова актриса Анхелика Мария Сепеда Хименес (на испански: Angélica María Cepeda Jiménez).

## Биография
И двамата ѝ родители са адвокати, и след развода им Анджи отива да живее при майка си заедно с двете си сестри Лорна Сепеда (също актриса) и Ивет. Сепеда има дългосрочна връзка с певеца Диего Торес. Тя се опитва да прекарва възможно най-много време с племенницата и племенника си. Висока е 165 см. и предпочита да живее сама.

## Кариера
Звездата на Анджи изгрява с ролята в перуанската теленовела „Лус Мария“, където изиграва главната героиня, бедно момиче от село, което започва работа в семейството на богат предприемач от столицата, на когото се оказва, че е извънбрачна дъщеря. В тази теленовела Сепеда си партнира с Кристиан Майер. По-късно се снима отново в перуанска теленовела, „Невъзможна любов“, която окончателно я затвърждава на върха. В последните години предпочита киното пред телевизията и през 2007 г. се снима в американски филм „Любов по време на холера", където си партнира с Бенджамин Брат и Джон Легисамо.